# N3V Games
Entwicklerstudio

Logo von Auran

Logovariante von Auran (1997)

N3V Games Pty Ltd. (ehemals Auran) ist ein australischer Entwickler, Publisher und Distributor von Computerspielen, mit Sitz in Brisbane (Queensland). Das Unternehmen wurde 1995 unter dem Namen Auran von Greg Lane und Graham Edelsten gegründet und veröffentlichte 1997 sein erstes Spiel Dark Reign: The Future of War. N3V Games und Auran sind auch für die Entwicklung der Zugsimulations-Reihe Trainz bekannt und Fury, ein PvP-basiertes Massively Multiplayer Online Game. Die Spiele laufen mit der eigenen Middleware Spiel-Engine Auran JET.
Auran hat auch eine Reihe von Spielen für den australischen Markt veröffentlicht, darunter Freedom Force vs The 3rd Reich, Shadowgrounds und Hearts of Iron II: Doomsday.

## Geschichte
Ende 2005 verließ einer der Gründer von Auran, Greg Lane, das Unternehmen. Greg Lane war für die Entwicklung von Dark Reign und Trainz verantwortlich; er wurde dann der Chief Technology Officer für MyVirtualHome (MVH). MVH verwendet die von Auran entwickelte Middleware Auran JET-Engine als Grundlage für ihre 3D-Design-Programm.
Am 13. Dezember 2007 wurde Auran Developments in ein außergerichtliches Insolvenzverfahren gesetzt. Grund für die Insolvenz sei insbesondere der ausbleibende kommerzielle Erfolg von Fury gewesen. Obwohl die Mehrheit der Mitarbeiter entlassen wurde und das Entwicklungs-Team aus drei Personen bestand, verkündete Auran Games (Entwickler der Trainz-Reihe), dass sie trotz der Insolvenz auch weiterhin betrieben werden. Nach Bekanntmachung der Insolvenz lief Fury kostenlos und wurde am 7. August 2008 stillgelegt. Im Anschluss wurde Auran Games Teil der bereits 2005 von Tony Hilliam und Graham Edelsten gegründeten Firma N3VRF41L (Leetspeak für ‚Neverfail‘), die später in N3V Games umbenannt wurde. N3V Games führt die Trainz-Serie fort und ist außerdem durch Veröffentlichung diverser extern entwickelten Spiele auf dem australischen Markt der größte Computerspiele-Verlag Australiens. Auran existiert weiter als Marke der Firma.

## Selbst entwickelte Spiele von Auran
- Dark Reign: The Future of War
- Die Trainz-Reihe
- Bridge It
- Fury[3]

## Spiele veröffentlicht von Auran
- War on Terror
- Battlestar Galactica – Das Brettspiel